# Edmond Delfour
Edmond Delfour (1 de novembro de 1907 - 19 de dezembro de 1990) foi um futebolista francês. Ele competiu na Copa do Mundo de 1930, sediada no Uruguai.

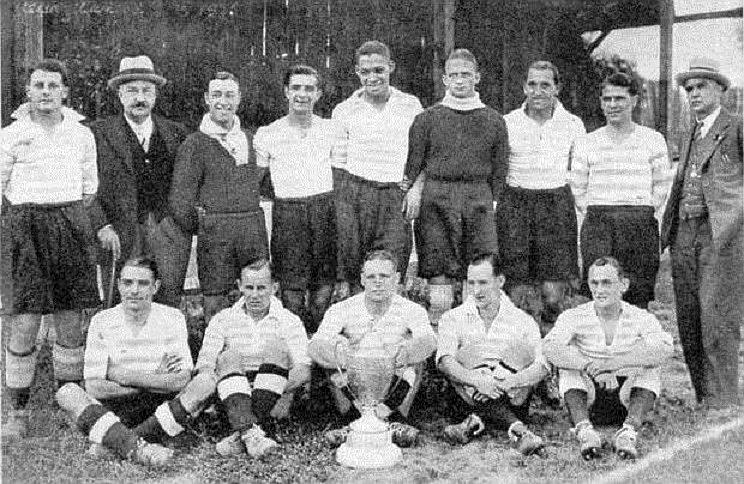
Equipe 1936